# I Gotta Feeling
I Gotta Feeling – drugi singel amerykańskiej grupy muzycznej The Black Eyed Peas, pochodzący z jej piątego studyjnego albumu The E.N.D. Łączy on w sobie gatunki electro hopu, electro house i hip house. Piosenkę napisali: Will.i.am, Apl.de.ap, Taboo, Fergie i David Guetta. Ogólnoświatowe wydanie miało miejsce 21 maja 2009, natomiast 1 czerwca i 10 lipca piosenkę wydano w Australii, 9 i 16 czerwca w Stanach Zjednoczonych, a 10 sierpnia w Wielkiej Brytanii.

## Informacje o singlu
„I Gotta Feeling” to utwór skomponowany w tonacji G-dur oraz oparty na schemacie metrycznym 128 uderzeń na minutę. W kompozycji głosy artystów opierają się na oktawach od G3 do A5.
Piosenka zyskała głównie pozytywne recenzje od profesjonalnych krytyków muzycznych. Recenzent magazynu Billboard pochwalił kompozycję uzasadniając swoje zdanie słowami „Black Eyed Peas ze swoim międzynarodowym hitem Boom Boom Pow udowodnili, że nadal trzeba się z nimi liczyć. Oficjalny drugi singel I Gotta Feeling może stać się najbardziej popularnym z wszystkich dotychczasowych kompozycji zespołu. Pulsujący popowy rytm stworzony przez twórcę największych klubowych hitów, Davida Guettę połączony z prostą efektowną melodią oraz przekazem, że 'ta noc będzie dobra’ utwór dorówna sukcesowi swojego poprzednika. Obecnie grupa pokazała, iż żadna impreza nie może obyć się bez ich utworów, jednak I Gotta Feeling udowania, że stać ich na rozkręcenie zabawy”. Bill Lamb, recenzent About.com również wydał pozytywną recenzję kompozycji, pisząc, że „zespół świetnie odnalazł się w nowym rytmie, który jest idealnym wyborem na sezon letni. Za minusy dla piosenki mogą posłużyć płytkość liryczną oraz nadmierną chęć zastosowania efektu auto-tune, jednak całość wypada, podobnie jak Boom Boom Pow znakomicie, zaś Black Eyed Peas udowodniło, że nadal są czteroosobową drużyną”.

## Wydanie singla
„I Gotta Feeling” zadebiutował na pozycji #2 na notowaniu Billboard Hot 100 dnia 27 czerwca 2009 i jest to najwyżej debiutujący utwór wydany przez zespół. Dwa tygodnie później singel znalazł się na szczycie amerykańskiego zestawienia detronizując w ten sposób poprzednią kompozycję grupy, „Boom Boom Pow”, która przez dwanaście tygodni okupowała miejsce pierwsze tejże listy. Do tej pory utwór spędził czternaście tygodni na szczytowej pozycji notowania czyniąc Black Eyed Peas pierwszym artystą, który miejsce pierwsze zestawienia zajmował przez dwadzieścia sześć tygodnie z rzędu. „I Gotta Feeling” w zestawieniu spędził w sumie trzynaście tygodni. Do tej pory piosenka została sprzedana cyfrowo, za pośrednictwem witryn internetowych w postaci ponad 2.600.000 sztuk w Stanach Zjednoczonych.
Na notowaniu UK Singles Chart, kompozycja zadebiutowała na miejscu #70 w czerwcu 2009, powracając do Top 40 zestawienia dnia 11 lipca 2009. W ósmym tygodniu od premiery dnia 2 sierpnia 2009 kompozycja znalazła się na szczycie zestawienia jedynie dzięki sprzedaży cyfrowej za pośrednictwem witryn internetowych, tym samym czyniąc z „I Gotta Feeling” drugi singel, który znalazł się na miejscu pierwszym oficjalnej, brytyjskiej listy przebojów z krążka The E.N.D oraz trzeci w całej karierze grupy. Do tej pory, w Wielkiej Brytanii kompozycja sprzedana została w postaci ponad 464.000 egzemplarzy. Utwór zyskał również sukces w pozostałych krajach świata, gdzie w Australii i Kanadzie singel zajmował szczyty tamtejszych oficjalnych zestawień detronizując pierwszy singel promujący krążek The E.N.D. Do tej pory jest to najpopularniejszy singel zespołu, który zajął pozycje numer jeden w ponad trzynastu krajach świata.

## Teledysk
Teledysk do singla reżyserowany był przez Bena Mora oraz zawiera gościnne występy Davida Guetty, Kida Cudiego, Katy Perry i Chantal Jonesa. Nieocenzurowana wersja klipu „wyciekła” do internetu dnia 29 maja 2009, zaś oficjalny videoclip miał premierę dnia 2 czerwca 2009 za pośrednictwem witryny internetowej Dipdive.
Teledysk rozpoczynają ujęcia prezentujące Hollywood Boulevard. Następnie akcja klipu przenosi się do kolejnych mieszkań, gdzie artyści przygotowują się do zabawy. Kolejne sceny ukazują imprezę, na której bawią się wokaliści oraz ich goście. W nieocenzurowanej wersji videoclipu ukazane są dwie całujące się kobiety oraz dziewczyna, która w pewnym momencie zrywa koszulkę ukazując swoje piersi. Finalne ujęcia teledysku prezentują bawiący się tłum ludzi, których widać jedynie dzięki farbie fosforyzującej na ich ciałach. Końcowa scena ukazuje plecy, na których farbą napisany jest tytuł albumu wydanego przez zespół.

## Listy utworów i formaty singla
Międzynarodowy CD singel
1. „I Gotta Feeling” (Wersja radiowa) – 4:06
2. „Boom Boom Pow” (David Guetta’s Electro Hop Remix) – 4:01

Międzynarodowy CD-maxi singel
1. „I Gotta Feeling” (Wersja radiowa) – 4:06
2. „Boom Boom Pow” (David Guetta’s Electro Hop Remix) – 4:01
3. „I Gotta Feeling” (Videoclip) – 4:49

Promocyjny CD singel
1. „I Gotta Feeling” (Wersja radiowa) – 4:06
2. „I Gotta Feeling” (Wersja albumowa) – 4:49

## Pozycje na listach
| Lista przebojów (2009)         | Najwyższa pozycja |
| ------------------------------ | ----------------- |
| Australia ARIA Singles Chart   | 1                 |
| Austria Singles Chart          | 1                 |
| Belgia Singles Chart           | 1                 |
| Dania Singles Top 40 Chart     | 1                 |
| Finlandia Singles Top 20 Chart | 5                 |
| Francja Singles Chart          | 4                 |
| Hiszpania Singles Chart        | 2                 |
| Holandia Top 40 Chart          | 1                 |
| Irlandia Singles Chart         | 1                 |
| Kanada Billboard Hot 100       | 1                 |
| Niemcy Singles Chart           | 3                 |

| Lista przebojów (2009)              | Najwyższa pozycja |
| ----------------------------------- | ----------------- |
| Norwegia Singles Top 20 Chart       | 2                 |
| Nowa Zelandia RIANZ Singles Chart   | 1                 |
| Szwajcaria Singles Chart            | 1                 |
| Szwecja Singles Top 60 Chart        | 1                 |
| UK Singles Chart                    | 1                 |
| USA Billboard Hot 100               | 1                 |
| USA Billboard Pop Songs             | 1                 |
| USA Billboard Dance/Club Play Songs | 9                 |
| Włochy Top 20 Singles Chart         | 1                 |
| United World Chart                  | 1                 |

## Daty wydania
| Region            | Data             | Wytwórnia       | Format           |
| ----------------- | ---------------- | --------------- | ---------------- |
| Australia         | 1 czerwca 2009   | Universal Music | airplay          |
| Australia         | 10 lipca 2009    | Universal Music | CD singel        |
| Stany Zjednoczone | 9 czerwca 2009   | Universal Music | digital download |
| Stany Zjednoczone | 16 czerwca 2009  | Universal Music | airplay          |
| Wielka Brytania   | 10 sierpnia 2009 | Universal Music | CD singel        |